# 冯契
冯契（1915年—1995年），原名冯宝麟，男，浙江诸暨人，中国当代哲学家与哲学史家，曾任华东师范大学哲学系教授、政治教育系主任，国务院学位委员会第一届学科评议组成员，中国辩证逻辑学会会长。

## 生平
1935年，冯契考入清华大学哲学系，抗日战争爆发后，于1939年前往西南联合大学复学，1941年毕业。1941年至1944年在清华大学研究院就读，师从金岳霖、汤用彤、冯友兰。1952年，冯契应刘佛年和陈旭麓的邀请至华东师范大学工作。
1990年4月，台湾学者南怀瑾的弟子张尚德教授访问华东师范大学哲学系，并欲寻与上海市主要领导会面的机会。1990年4月26日，张尚德、汪道涵、冯契三人在华侨饭店进行了一个半小时的会谈，为日后举行汪辜会谈奠定了基础。

## 家庭
馮契長子馮棉是华东师范大学哲學系教授，主要研究邏輯學。次子馮象是法學家，也是《聖經馮象譯本》的譯者。